# Assemblea Canària Nacionalista
L'Assemblea Canària Nacionalista va ser un partit polític canari, d'orientació nacionalista canària d'esquerra format en 1989 per la unió de dos partits que havien sorgit en l'àmbit dels moviments cristians de base canaris: l'Asamblea Canaria i l'Izquierda Nacionalista Canaria. José Mendoza Cabrera va ser escollit secretari general. En 1991 es va unir a Izquierda Canaria Unida per a formar la Iniciativa Canària Nacionalista que en 1993 seria una de les formacions que va integrar Coalició Canària.

## Eleccions
- Eleccions generals espanyoles de 1989: 21.539 vots (3,21%)
- Eleccions municipals 1991: 26.188 vots (3,75%) 30 regidors